# Meliola brachycera
Meliola brachycera är en svampart som beskrevs av Syd. 1926. Meliola brachycera ingår i släktet Meliola och familjen Meliolaceae.   Inga underarter finns listade i Catalogue of Life.